# Ferrari FXX
Ferrari FXX er en racerbil udviklet af Ferrari. Ferrari FXX udskiller sig fra andre sportsvogne, ved ikke at være godkendt til vejkørsel. Det er en variant baseret på Ferrari Enzo, men kun til bane kørsel. Derfor er bilen heller ikke udleveret til ejerne, men de henvender sig derimod til Ferrari, for at arrangerer at køre i den på racerbaner. 
- Wikimedia Commons har flere filer relateret til Ferrari FXX

| Stub | Spire Denne bilrelaterede artikel er en spire som bør udbygges. Du er velkommen til at hjælpe Wikipedia ved at udvide den. |